# Казанское шоссе (Нижний Новгород)
Каза́нское шоссе — магистральная улица в Нижнем Новгороде, которая начинается от Подновья и заканчивается садами. Расположена в восточной части Нижегородского района. Переходит в федеральную автодорогу М7 «Волга». Навстречу нижегородскому Казанскому шоссе идёт казанское Горьковское шоссе, которое не было переименовано при возвращении городу Горькому исходного названия.

## Расположение
Шоссе начинается от перекрёстка с улицами Бринского, Родионова и Лысогорской и заканчивается переходом в Школьную улицу на перекрёстке с Октябрьской улицей.

## Транспорт

### Остановки
1. Академическая
2. Композитора Касьянова
3. Казанское шоссе
4. Подновье(Лысогорская)
5. Сады(Афонино)

Ранее в Верхние Печёры ходили троллейбусы 1, 16 и 21.